# Rio Claro (Rio de Janeiro)
Rio Claro is een gemeente in de Braziliaanse deelstaat Rio de Janeiro. De gemeente telt 18.181 inwoners (schatting 2009).

## Aangrenzende gemeenten
De gemeente grenst aan Angra dos Reis, Bananal (SP), Barra Mansa, Itaguaí, Mangaratiba, Piraí en Volta Redonda.

## Verkeer en vervoer
De plaats ligt aan de weg BR-494/RJ-155.